# SN 2006tu
SN 2006tu – supernowa typu Ia odkryta 19 grudnia 2006 roku w galaktyce A022956-0759. Jej maksymalna jasność wynosiła 22,20m.